# Rosario Suárez
Rosario Suárez (La Habana; 1953) es una bailarina clásica surgida de la Escuela Nacional de Ballet de Cuba.

## Trayectoria
Comenzó sus estudios en la Escuela Provincial de Ballet y se graduó de la Escuela Nacional de Arte (ENA). En 1968 ingresó como bailarina profesional en el Ballet Nacional de Cuba dirigido por Alicia y Fernando Alonso. Allí permaneció por veintiséis años y alcanzó el rango de Prima Ballerina. Entre sus maestros más destacados se encuentran: Fernando Alonso, Joaquín Banegas, José Parés, Ramona de Sáa, Karemia Moreno, Menia Martínez y Adolfo Roval.
En su exitosa carrera como bailarina ha recibido importantes reconocimientos y premios: Medalla de Oro en la Categoría Juvenil del V Festival de Ballet de Varna, Bulgaria, 1970; Medalla y Diploma de Honor en el Festival de Laureados “Katia Popova”, Pleven, Bulgaria, 1972; Medalla en el I Concurso Internacional de Ballet de Japón; Medalla de Bronce en el Concurso Internacional de Ballet de Moscú, 1981. Pertenece junto a Ofelia González y Amparo Brito a la brillante generación de Las Tres Gracias, así acuñada por el ya fallecido y reconocido crítico inglés Arnold Haskell. A una extraordinaria técnica, ha unido siempre grandes dotes de actriz.
En sus giras por Estados Unidos del 1978 y 1979 con el Ballet Nacional de Cuba fue aclamada unánimemente por la crítica especializada del New York Times, Los Angeles Times y el Washington Post entre otros por sus destacadas actuaciones en el Metropolitan Opera House de Nueva York, Kennedy Center de Washington D. C., al igual que en teatros de otras ciudades como Boston, San Francisco y Los Ángeles. En 1983 representó Odette-Odile del Lago de los cisnes en el teatro de los Campos Elíseos de Paris. Su arte es reconocido internacionalmente. Bailó y recibió elogios en otras ciudades como París, Londres, San Petersburgo, Moscú, Madrid, Barcelona, Melbourne, Tokio, Estambul, Buenos Aires, Río de Janeiro, Ciudad de México, entre otras. Con la compañía cubana viajó a más de treinta países, en los que recibió el reconocimiento unánime de la crítica y el aplauso del público. Sus interpretaciones de los grandes ballets del repertorio clásico, piezas contemporáneas  y los creados especialmente para ella son puntos de referencia para las nuevas generaciones de bailarines, por su perfecta y apasionada ejecución. Ha realizado los grandes roles del ballet mundial: El lago de los cisnes, Giselle, Coppellia, Las sílfides, La bella durmiente del bosque, La fille mal gardée, Diana y Acteón, Don Quijote, Grand pas de quatre... Así como ballets de coreógrafos cubanos: Tarde en la siesta, Cecilia, Rara avis y A escena
Fundó a finales de 1986 junto a las bailarinas Caridad Martínez y Mirta García, el Ballet Teatro de La Habana, una propuesta escénica novedosa que significó un auténtico acontecimiento en el medio artístico cubano de esa época. El 17 de septiembre de 1994, después de una histórica Giselle que bailó en el Teatro Albéniz de Madrid, pidió asilo político en España. Esto significó su despedida del Ballet Nacional de Cuba.
En el año 2000 en el marco del festival Madrid en danza, protagonizó el estreno de la coreógrafa intimista italiana Anna Cuocolo, "Anna Pavlova, diálogos del alma", acompañada de Toni Candeloro y el Balletto di Puglia, Charín bailó clásicos como Arlequinade y la famosa Muerte de Cisne de Fokine. Un hermoso momenaje a la legendaria bailarina. En el 2002 creó su coreografía Cecilia Valdés que estrenó con gran éxito en el Miami Dade County Auditorium. En el 2010, en el teatro Byron Carlyle de Miami Beach, protagonizó el estreno de la pieza teatral La última función donde dio voz a los textos escritos para ella por el reconocido escritor cubano radicado en Barcelona, Abilio Estévez.
Sin retirarse del todo de los escenarios, Charín como es afectuosamente conocida por sus admiradores, es además una destacada profesora y conduce su labor docente en el Miami Conservatory of Ballet y The Thomas Armour Youth Ballet dirigido por Ruth Wiesen. Ha trabajado como profesora invitada en ciudades como Cincinnati, Nueva York, Barcelona, Oslo, Lausana, Madrid. York, Barcelona, Oslo y Madrid.
Detrás de su éxito, de su virtuosa técnica, de su calidad interpretativa y de su carisma, se oculta una pasión desenfrenada. Las dificultades, la honestidad, la búsqueda constante de la libertad y como no, su misterio, la han convertido en uno de los grandes mitos del arte cubano.
Sus condiciones de actriz quedaron demostradas en La última función, obra estrenada en septiembre de 2010, en el teatro Byron-Carlyle de South Beach, Miami, con texto del escritor cubano Abilio Estévez y la compañía del actor Julio Rodríguez.

## Vida personal
Estuvo casada con el escritor cubano Eliseo Alberto y con el actor Jorge Luis Álvarez. Tiene una hija, Paula Roque.

## Experiencia profesional
- 2002-2006: Directora y Bailarina del Ballet Rosario Suárez.
- 1999-2006: Directora y Bailarina de la Academia Rosario Suárez.
- 1990: Artista invitada de la Compañía Nacional de danza México.
- 1987-1990: Primera Bailarina del Ballet Teatro de La Habana.
- 1968-1994: Primera Bailarina del Ballet Nacional de Cuba.

## Giras con el Ballet Nacional de Cuba
Más de 31 países
Andorra, Argentina, Australia, Bahamas, Bulgaria, Brasil, Canadá, Chile, Chechoslovakia,
Colombia, Costa Rica, Estados Unidos, República Dominicana, Ecuador, Gran Bretaña, Francia, Grecia, Alemania, Holanda, Hungría, Italia, Japón, México, Nicaragua, Panamá, Perú, Polonia, Puerto Rico, España, Suiza, Unión Soviética, Turquía, Uruguay, Yugoslavia, entre otros.

## Premios
- 1997, ACCA Premio por la creación del Ballet Cubano de Miami. Miami, USA.
- 1997, Mejor Solo. Éxito Magazine. Miami, USA
- 1997, Premio a la Excelencia Artística. The Miami Herald. Miami, USA.
- 1996, Premio Jorge Lefevre. ACCA. Miami, USA
- 1991, Orden por la Cultura Cubana. La Habana, Cuba.
- 1991, Glass Medal del MINON Concerts Association. Tokio, Japón.
- 1981, Medalla de Bronce -Senior Category- IV Festival International de Ballet de Moscú, Unión Soviética.
- 1976, Medalla y Diploma I Japan World Competition of Ballet. Tokio, Japón.
- 1972, Medalla “Katia Popova” Festival. Pleven, Bulgaria.
- 1970, Medalla de oro -Categoría Juvenil-. V Festival International de Ballet de Varna, Bulgaria.

## Críticas
25 de julio de 1970. Varna.

En el grupo de los menores la prioridad del equipo cubano era indiscutible. Completamente merecido fue el alto premio de Rosario Suárez, llamada con amor por el público Charin.
1978. New York Times, New York, by Brendan Fitzgerald.

We are in the presence of an especially rare talent; she can only be compared to herself. When she dances a role, it is as though the role did not exist until that moment. She adds intensity, phychological insight and a majestic stage presence.
1978. New York Times, New York, by Anna Kisselgoff. Sobre el personaje de Soledad de Tarde en la siesta.

La pasión y la angustia del tercer solo fue interpretado por una de las más impresionantes figuras del conjunto cubano, Rosario Suárez, quien ya había dado una bellísima muestra de su arte en el vals de Las Sílfides, mostrando extraordinarias extensiones.
1979. Los Angeles Herald-Examiner. Los Ángeles. by Donna Perlmutter. 

A gorgeosly supple Rosario Suárez could demostrate the most luxuriant arabesque penchees in her solo and then go on to personify the steely, authoritate Myrtha.
1979. Los Ángeles, by Martin Berheimer. 

Rosario Suárez danced Myrtha like it has not been seeing in Los Angeles since the times of Danna Besgma, stelly, cold, malevolent, virtuoso, from another world.
1980. San Petersburgo. 

Entre ellos se encuentra Rosario Suárez que cautivo al público soviético con su impecable técnica y la pulidez de su danza, con su gracia y emoción. "Visiones fugitivas en l'air" como plasmo en su obra Victor Gritsiuk.
1984. Theatre des Champs-Elysees. Pour la danse. París. Le Ballet Nationa de Cuba, l'âme et la danse. Marie Hamon. Photo Guy Delahaye.
Que dire de plus... sinon qu'au sein de cette perfection a jailli une étincelle d'exception Rosario Suárez. Par une simple valse, elle a dérobé un court instant d'éternité. Le regard, après qu'elle quitte la scène, ne pouvait s'empêcher. Elle danse avec une sécurité tranquille, planes ses équilibres, développe des arabesques profondes, traverse l'espace en quelques jetés d'une hauteur impressionnante. Un visage radieux, une aisance non feinte...elle a interprété cette valse si connue avec un esprit et un talent qui l'ont renouvelée et de telles possibilités qu'on attend avec impatience sa prise de rôle dans Le Lac des cygnes.
1985. Ángel Fumagalli, historiador de ballet del teatro Colón de Buenos Aires: "Tiene un poder escénico de esos que se dan cada 100 años. Con que los esfuerzos de Alicia Alonso y la escuela cubana hayan producido una bailarina así, ya es una recompensa gloriosa".
10 de noviembre de 1986. Teatro Mella. La Habana. Roger Salas para El País. X Festival Internacional de Ballet de La Habana. La noche del milagro
El cartel de no hay entradas figura diariamente, como un rito, en la taquilla de los teatros habaneros. La noche del día 6, la cubana Rosario Suárez despertó todas las expectativas posibles al bailar, fuera del programa previsto, el pas a deux Diana y Acteon, acompañada por Fernando Johnes. El teatro, en pie, coreó su nombre durante más de cinco minutos, lo que no se veía en La Habana desde hacía muchos años. RS vídeo
11 de noviembre de 1986. Teatro García Lorca. La Habana. Roger Salas para El País. X Festival Internacional de Ballet de La Habana.

...En la misma función Rosario Suárez volvió a recibir una decena de ramos de flores de espontáneos. Su popularidad sobrepasa cualquier antecedente conocido, con lo que comienza a tejerse una nueva leyenda de bailarina universal...
19 de noviembre de 1986. Roger Salas para El País. X Festival Internacional de Ballet de La Habana.  La cubana Rosario Suárez, en sus breves apariciones durante esta edición del festival, demostró ser el producto más brillante de la escuela cubana de ballet. Lo más asombroso de Rosario Suárez es su versatilidad. Ella ha demostrado tener una categoría fuera de serie, tanto en lo técnico como en lo artístico.
5 de mayo de 1987. Lima. Alejandro Yori para El Comercio.

Rosario Suárez la sensacional bailarina que debutaba en Lima, es una de las bailarinas más dotadas y brillantes de la actualidad. Es una lástima que hasta el momento nuestro público no haya podido aplaudirla en algún pas de deux clásico de virtuosismo que es de primer orden.
16 de febrero de 1989. Centro cultural de la Villa. Madrid. Julio Bravo para ABC. 

Rosario Suárez ofreció un extraordinario solo, no bien comprendido por todo el público. En esta coreografía compleja tanto en su fondo como en su forma, Charín despliega un gran abanico de sus posibilidades expresivas y realiza un impresionante trabajo.
21 de noviembre de 1992. Teatro de la Zarzuela. Madrid. Gala La escuela bolera y el ballet. José Ángel Vela del Campo para El País. La pervivencia bolera.

...Un segundo bloque estuvo formado por grandes dúos clásicos a la medida de los divos. Fueron Arantxa Argüelles y Peter Schaufuss en Don Quijote o Toreador, y los cubanos Rosario Suárez y Lienz Chiang en Paquita, los que encendieron los entusiasmos de los admiradores de la perfección en las ejecuciones de los pasos o movimientos...
3 de noviembre de 1992. Teatro García Lorca. La Habana. Mauricio Vicent para El País. Éxito en La Habana del ballet de Goyo Montero sobre Mariana Pineda. Rosario Suárez estrenó la coreografía.
http://www.elpais.com/articulo/cultura/Exito/Habana/ballet/Goyo/Montero/Mariana/Pineda/elpepicul/19921103elpepicul_9/Tes 

El coreógrafo español Goyo Montero y la bailarina Rosario Suárez impresionaron al público cubano y extranjero que asistió el jueves al estreno mundial de Mariana. Las lunetas del magnífico teatro García Lorca, sede central del XIII Festival Internacional de La Habana, vibraron durante los 45 minutos que se tomó Charín en recrear la vida y los sufrimientos de la heroína española Mariana Pineda. Como Rosario Suárez, Mariana fue un ballet luminoso, donde la comunicación y el sentimiento primaron sobre la técnica. Ella, que se eleva como un ángel sobre las puntas de sus zapatillas, supo estar bien pegada a la tierra, como la bandera que le costó la vida a Mariana Pineda, dijo el coreógrafo de la obra, el español Goyo Montero.
1992. "The Week-end". Melbourne, by R. Gravet. 

I must say that the Giselle's second act by Cuban National Ballet is splendid, simple the best I have seen, and Rosario Suárez meterializes out of her grave and instantly she is possessed to delirium.
22 de agosto de 1992. Teatro Albéniz. Madrid, por Roger Salas para El País. La gran noche de Rosario.

...Hoy, sin discusión posible, está a la cabeza de la agrupación caribeña como uno de sus más sólidos valores. Su Giselle es producto no sólo de las dotes, sino del trabajo duro. Ella tiene su perfil natural en la fuerza y el carácter, sin embargo, logra convencer y emocionar transmutada en estantigua nocturna...
17 de junio de 1994. Teatro de la Maestranza. Sevilla, por Carmen del Val para El País. Noche mítica. Gala Tradiciones greco-latinas en lacoreografia del siglo XX.

Rosario Suárez y Ángel Rojas pusieron el acento español en la temperamental obra de Juan Carlos Santamaría donde convivió el zapateado con la modernidad neoclásica.

31 de agosto de 1994. Teatro Albéniz. Madrid, por Roger Salas para El País. El cisne está triste.

...El acto blanco es el libro de estilo del academicismo, y Rosario Suárez es la única artista cubana, hoy día, en posesión de esa madurez a la vez que temple para dar vida a un cisne atormentado por el encantamiento y la fatalidad, por el mal que la rodea y del que finalmente se libera. Su Odette es teatralmente tristísima, profunda y potente a la vez, en rebeldía contra la noche a la que le quiere condenar el hechicero. La fuerza de su cisne blanco está en su sinceridad y su amor por esa danza que puede ser de vida y de muerte a un tiempo. Rosario-Odette se muestra indestructible, victoriosa...
19 de septiembre e 1994. Teatro Albéniz. Madrid, por Roger Salas para El País. Luz y progreso.

Lo que antaño en Rosario Suárez fue facilidad natural, hoy es inteligencia, bordado sentimental, detalle, dramaturgia; si en su juventud generó elogios de críticos de la altura de Clive Barnes, Walter Terry, Irene Lidova o Bengt Häger, y del público balletómano del Metropolitan de Nueva York o de la Ópera de París, hoy, en su madurez nos ofrece el regalo precioso que es su arduo y serio trabajo de danza...Rosario es la última superviviente digna de una época del ballet cubano, en ella aún están presentes las manos maestras de Fernando Alonso, José Parés y Joaquín Banegas, y de ahí la excelencia artística de su trabajo.
'20 de septiembre de 1994. Teatro Albéniz Madrid, por Julia Martin para El Mundo.  La joya de Cuba. Giselle.

Rosario Suárez tuvo por fin una noche para ella y aprovechó la ocasión para demostrar toda la grandeza que tienen la danza y ella, haciendo una Giselle que no se podrá borrar del recuerdo. El público aclamó en pie a la mejor Giselle que se ha visto en Madrid desde hace años y salió con la admiración en los ojos y el corazón acelerado por el pulso emocional que Suárez contagió al resto de la compañía...
'11 de noviembre de 1996'. Miami Herald. Miami, by Laurie Horn. New company fulfills promise of cuban ballet.
These are artists who - for whatever reasons political, geographic, aesthetic or just plain human - have cultivated both an intesity of emotional expression, a precisión of technique and a musical acuteness that reanimates the classiscs. Not surprisingly, the Guzman audience responded repeatedly with bravos and choruses of rhythmic clapping.
24 de diciembre de 1998. Roger Salas para el El País. Petipa eterno. Gala de navidad. RS
Suárez y Candeloro han dado una lección de lo que debe ser la comunicación y la complicidad entre dos solventes y maduros solistas en un Arlequinade que no nos será fácil olvidar, pues ese dificilísimo dúo es una rara joya que vale la pena ver y analizar.La bailarina cubana aún nos reservaba en la segunda parte una gran sorpresa al desgranar todo su potencial técnico de siempre en un complejo sistema de contención musical y estilística. La Danza rusa es un baile heroico en sí mismo, brillante en su textura y de grandes riesgos en su pulimento, y eso en el fondo y en la forma es el Petipa eterno, la genialidad de un coreógrafo para crear diversidad donde otros arman monotonía.
17 de junio de 2000. Roger Salas para El País. Estrellas errantes. FESTIVAL MADRID EN DANZA - 'ANNA PAVLOVA'

Este estreno absoluto era uno de los más esperados de este festival. Se trataba de un experimento teatral lleno de riesgos, pues Anna Pavlova es un mito, idealizada como mujer y bailarina, como estrella y como símbolo de toda una época. Cuocolo y Candeloro no se equivocaron al escoger a Rosario Suárez para encarnar la evocación de la rusa. Sin intentar comparaciones absurdas, ambas son estrellas y mensajeras, cada una de su tiempo, de algo intangible y hermoso: la danza; también ambas huyeron de las tiranías humanas y profesionales de un gran ballet y prefirieron sus grupos pequeños. Son historias llenas de dolor y de belleza, de éxitos y de rutas errantes...
2002. Orlando Taquechel para El Nuevo Herald. Estreno Cecilia Váldes.

...Rosario Suárez, Cecilia y Roig --tres monumentos de la cultura cubana-- fueron los grandes triunfadores de este fin de semana en el Miami-Dade County Auditorium donde tuvo lugar el estreno de una nueva adaptación al ballet de la historia de la famosísima mulata habanera. Una presentación a teatro lleno que fue seguida con interés de principio a fin, interrumpida en varias ocasiones por el aplauso entusiasta del público asistente y despedida con una gran ovación...
2003. Luz García Ortiz para Danza en español. VIII Festival internacional de ballet de Miami.

...El conjunto de Rosario "Charín" Suárez, la bailarina que los residentes de Miami-Dade adoran, presentó a su recién formado grupo en una agradable pieza de Pugni-Saint Leon, titulada "Markitenka", con Maité Díaz Portela y el venezolano David Fonnegra de solistas, rodeados de un atento cuarteto de bien entrenadas discípulas de Charín...
2005. New World School of Arts. Orlando Taquechel para El Nuevo Herald. Rosario Suárez es la viva expresión del talento consagrado al arte danzario.

...una bailarina capaz de entregar una interpretación construida completamente en primer plano y hacerlo sin reclamar adoración y recompensa. Al moverse de un área iluminada a otra la Suárez se detiene y atesora con emoción cada instante adicional de vida escénica. El efecto es preciso y conmovedor, porque revela la esencia del talento consagrado al arte...
11 de enero de 2008 . Por Maritza Gueler para Danza en Español.
La reconocida y admirada bailarina cubana, Rosario Suárez, se lanzó contra la corriente en medio de un mercado de la danza donde predomina la "pirotecnia" y el "atletismo" por sobre el estilo y los dictámenes de la música. La recomposición del famoso "Pas de Quatre", una de las obras maestras del romanticismo, requiere un capítulo aparte dentro del contexto del Vail Internacional Dance Festival. Suárez ha realizado un trabajo formidable de investigación para poder traer esta obra emblemática de indescriptible belleza y delicadeza de estilo, creada por Jules Perrot en 1845...Con este trabajo, Suárez y sus bailarinas, han recuperado un "incunable" de la danza de la mejor manera y por el mejor camino: el trabajo duro y la persistencia. Tarea que debería recibir un apoyo sustancial que permita recuperar este tipo de joyas del ballet que forman parte no sólo de la historia de la danza sino que han sido la base para la evolución posterior. ¡Bravo!
2 de septiembre de 2011. Rosario Suárez en La última función. Por Antonio O. Rodríguez especial para EL NUEVO HERALD.
El entrenamiento de Rosario Suárez en la pantomima se hace evidente en la precisión con que logra transformarse en una niña --cuya ligereza y picardía remiten a la Lisette de La fille mal gardée--, en una seductora mujer o en una anciana devastada. La bravura de su entrega, que llega a ser casi visceral en la exigente escena ante el espejo, es el mayor atractivo de esta indagación en el conflicto del bailarín con su cuerpo y con los años.

## Galas y festivales
16 de febrero de 1989. Gala de danza La Habana en Madrid. Centro cultural de la Villa. Madrid. Escenas del ballet Carmen de Alberto ALonso, Adagio del segundo acto del Lago de los cisnes con Jorge Esquivel y Solo de Caridad Martínez.
28 de octubre de 1990. Festival Internacional Cervantino. [Teatro Juárez. Guanajuato]]. México. La sílfide y el escocés con Maximiliano Guerra y la Compañía Nacional de danza de México. Versión de Terrence S. Orr, según el original de Auguste Bournonville. Gala de clausura. Pas de deux del Cisne negro con Maximiliano Guerra.
20 de noviembre de 1992. Gala. La escuela bolera y el ballet. Teatro de la Zarzuela. Madrid. España. Paquita con Lienz Chiang.
2 de junio de 1994. Gala homenaje a Vicente Escudero. Valladolid. España. Escudero. Estreno mundial. Con Angel Rojas, coreografía de Juan Carlos Santamaria.
15 de junio de 1994. Gala La noche de la danza. Teatro de la Maestranza de Sevilla. Festival Internacional de Danza de Itálica. La musa y el escudero, con el bailaor Ángel Rojas, coreografía de Juan Carlos Santamaría.
10 de agosto de 1994. Gala La noche Balanchine-Tchaicovski. Palacio de Festivales de Cantabria. Santander. España. Segundo acto de El Lago de los Cisnes con Carlos López y el Ballet del teatro de la opera Paliahvili de Tbilisi.
7 de enero de 1995. Palacio de Festivales de Cantabria. Santander. España. Adagio del segundo acto de El Lago de los Cisnes con Ricardo Franco.
9 de noviembre de 1996. Gusman Center for the Perfoming Arts. Miami. Estados Unidos. Ballet Stars Gala. Pas de deux del Cisne Negro. El Lago de los Cisnes.
6 de diciembre de 1998. Teatro de Madrid. Madrid. España. Gala de clausura del XV Festival de Otoño. Danza rusa El Lago de los cisnes según Marius Petipá.
24 de diciembre de 1998. Gala de Navidad. Valladolid. España. Arlequinade con Toni Candeloro. Danza rusa El Lago de los cisnes según Marius Petipá.
Julio 30 - Agosto 7 de 2008. Vail Internacional dance Festival. Colorado. Grand Pas de Quatre. Ballet Rosario Suárez.

## Libros
Abilio Estévez en El navegante dormido, Colección Andanzas, Tusquets Editores, pág 234 ( ISBN 978-84-8383-068-0 )
...A veces, se llegaba al teatro García Lorca para alguna función de ballet, porqué aunque últimamente le aburría el ballet, había descubierto a una bailarina principal, muy joven, llamada Rosario Suárez. La había visto por primera vez en el personaje de Moyna, en el segundo acto de Giselle, y supo que una bailarina con aquella fuerza y encanto podía convertirse un día en una revelación...
Eliseo Alberto en Dos cubalibres: nadie quiere más a Cuba (2004, Península). Artículos y entrevistas. (ISBN 978-84-8307-626-2). Retrato hablado de Rosario Suárez. Para Paula
...Triunfo en la isla, en el mundo y en el exilio. La Habana, París, Tokio, Moscú, Madrid, Nueva York, Miami la colmaron de tulipanes. Y triunfó, en primerísimo lugar, porqué aquí o allá, en las buenas y en las pésimas, en la euforia de la fama o en el hueco más profundo de la tristeza, terca compañera de la soledad, su cuerpo prodigioso nunca dejó de ejercitar su espíritu. Para nosotros sus muchos admiradores, verla bailar era y es y será una orgía de los sentidos...

## Cine
1983. Mujer ante el espejo. Cuba. Marisol Trujillo. Documental, 35 mm, Color, 17 min.
1993. Dos Gladys para ti. Cuba. Aaron Yelin
2014. La reina de los jueves. Estados Unidos. Orlando Rojas.